# Moderat de Gades
Moderat de Gades (en llatí Moderatus) va ser un filòsof romà seguidor de la filosofia pitagòrica, que va florir a la meitat del segle i, a l'època de l'emperador Neró. Era natural de la ciutat de Gades a Hispània, i destacat en aquesta ciutat pels seus dots oratoris.
Va escriure un llibre sobre els dogmes de la seva secta. Era un home de gran eloqüència i va ser en part imitat per Iàmblic.
Estobeu va conservar un fragment de la seva obra.